# Jacques Aleaume
Pour les articles homonymes, voir Aleaume.
Jacques Aleaume Aleaulme, Aléaume, ou Alleaume, né en 1562, fils de Pierre Aleaume, né à Orléans, mort à Paris et enterré le 3 octobre 1627 à Charenton, est un mathématicien français, élève de François Viète et de Simon Stevin. Il se rattache à l'école de l'Algèbre nouvelle.

## Traces biographiques
Huguenot, élève de Viète, dont son père est l'ami et le secrétaire, Jacques Aleaume entre vers 1600 en correspondance avec Paolo Sarpi, que lui fait connaître un des autres élèves de Viète, le ragusain Marino Ghetaldi. Mathématicien du prince Maurice d'Orange, à la cour de Bréda (avec Stevin, David d'Orléans et Johan van Rijswijck), il est admis comme ingénieur au service des États dès 1605. Appointé en 1607 comme déchiffreur extraordinaire, il orthographie alors son nom  Jacques a Le haulme. Il se fait nommer lui-même Jacques le déchiffreur.

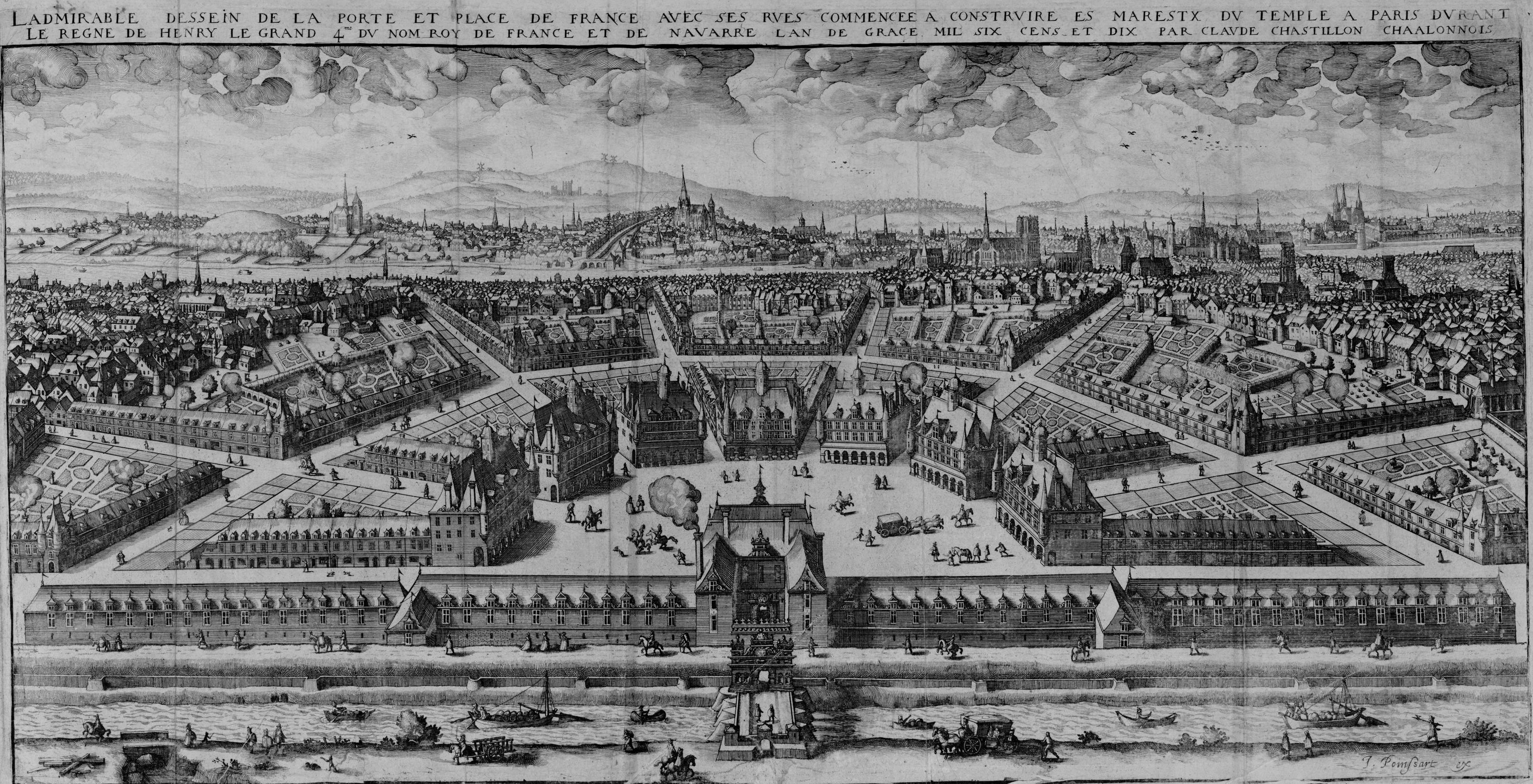
Place de France

En dépit de son crédit auprès du prince d'Orange, Aleaume repart pour Paris vers 1608-1609 à la veille de la « trêve de douze ans ». Le roi Henri IV lui cède une maison dans les galeries du Louvre. Il est pressenti pour seconder Claude Chastillon dans le projet d'édification de la Place de France, ils en dessinent les plans (novembre 1609), mais leur projet ne voit pas le jour, et l'année suivante, Aleaume revient en Hollande en tant qu'ingénieur et déchiffreur. Il semble qu'il ait vécu ainsi, à cheval entre la France et les Pays-Bas. En 1610, une lettre de Paolo Sarpi apprend à Jacques Aleaume, alors à Paris, les observations faites au télescope par Galilée). Aleaume est d'ailleurs pressenti pour succéder à Galilée à l'Université de Padoue.

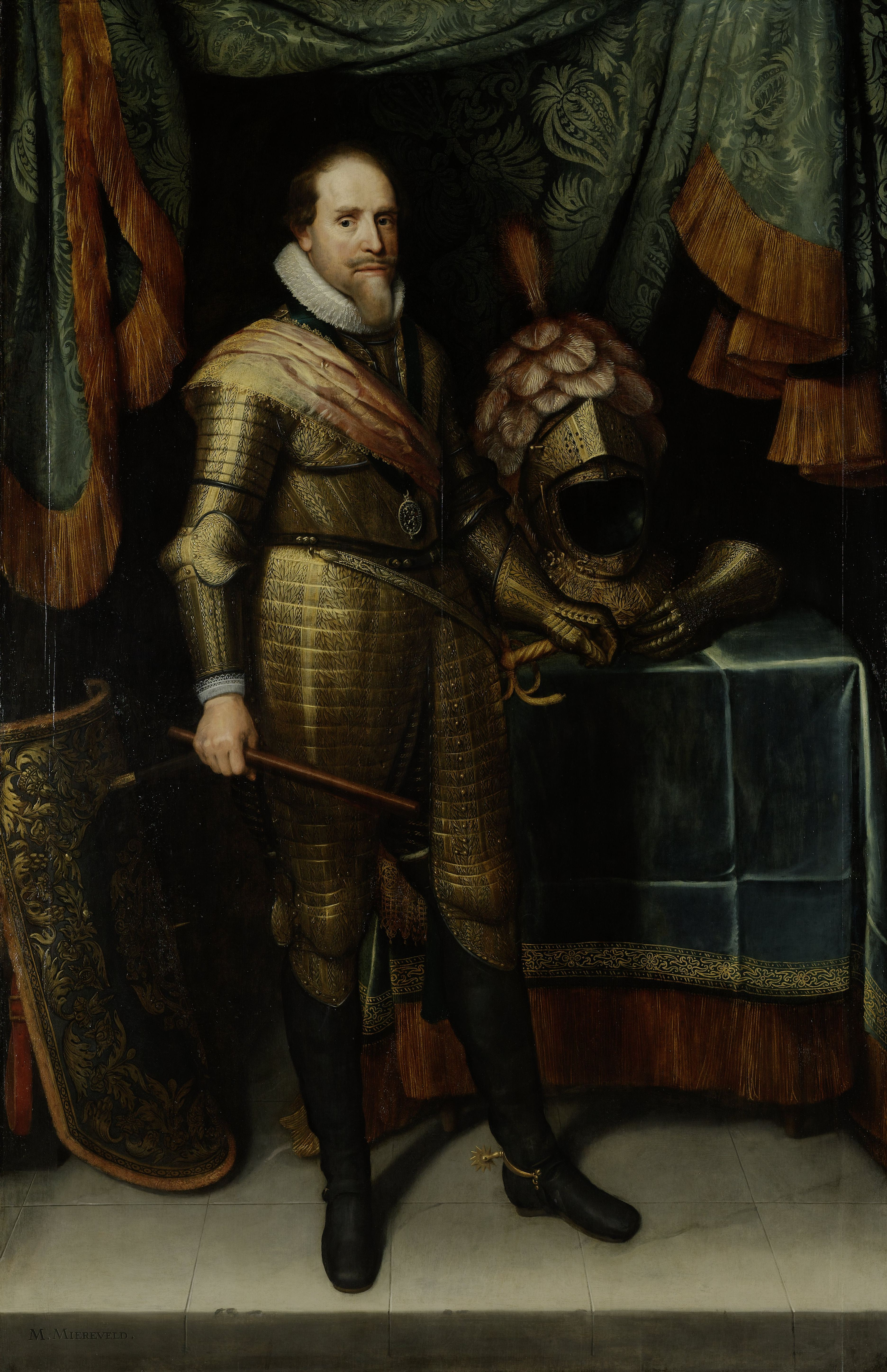
Maurice d'Orange

Aleaume est un grand amateur d'instruments. Il fait fabriquer ses lentilles par Jean Ferrier (le même tailleur de verre parisien qui travailla aussi pour Descartes). Louis Aubery du Maurier dit de lui, 20 ans après sa disparition :

« Le Prince Maurice aimait fort les mathématiciens & ingénieurs : & entre tous ceux du temps, il estima le plus Monsieur Aleaume excellent en cette profession et lui donnait une grosse pension, quoiqu'il en eût une fort bonne du Roi. Mais il n'y avoit personne qui pût rien apprendre au Prince en cette science-là, ayant inventé de belles machines pour passer les rivières, & pour servir aux sièges des villes. Enfin, de son temps il a servi de modelle aux ingénieurs et aux capitaines. »

On doit également à Aleaume des travaux d'optiques et de défense militaire. Par son père, Pierre Aleaume d'Orléans, il hérite des œuvres de Viète et publie quelques-uns de ses travaux. Il semble qu'il soit à l'origine de la rencontre d'Alexander Anderson et des manuscrits de leur maître. Son œuvre contribua à l'édition de Frans Van Schooten. En revanche, il est peu assuré qu'il connaît Descartes à Leyde ou à Bréda. Le cartésien Gustave Cohen dit à ce propos :

« Voila donc à quoi s'occupait Descartes, a l'école de Maurice, dans cette sorte d'Academie militaire comme il en existe encore une aujourd'hui au même lieu, a la même place, et où des maîtres de choix, peut-être Stevin, David d'Orléans et Jacques Aleaume, enseignaient aux jeunes nobles, venus de partout, le dessin, l'architecture militaire ou l'art des fortifications… »

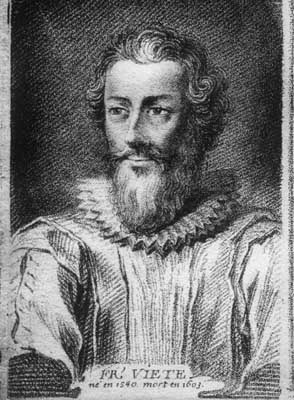
François Viète

En 1613, Aleaume se déclare comme un ardent admirateur de Galilée. Dans les années qui suivent, et notamment en 1617,1618 et 1621, il est doublement pensionné, par le roi de France - notamment comme concessionnaire des eaux minérales, et, à la reprise des hostilités entre les Provinces-Unies et l'Espagne, en tant qu'officier de guerre par les états de Hollande. Il est alors premier ingénieur ordinaire du roi et intendant des fortifications en Champagne et Picardie.
D'après l'historien Adrien Baillet, et au vu des confidences de Descartes, Isaac Beeckman, quitte assez souvent Middelbourg vers 1617 pour venir à la cour de Maurice de Nassau et rendre visite à Jacques Aleaume,.
la même année, Willebrord Snell dans son Eratosthène Batave, lui rend hommage comme au plus illustre et au plus ingénieux de ses amis ; Snell affirme qu'il lui doit la pratique du compas de proportion

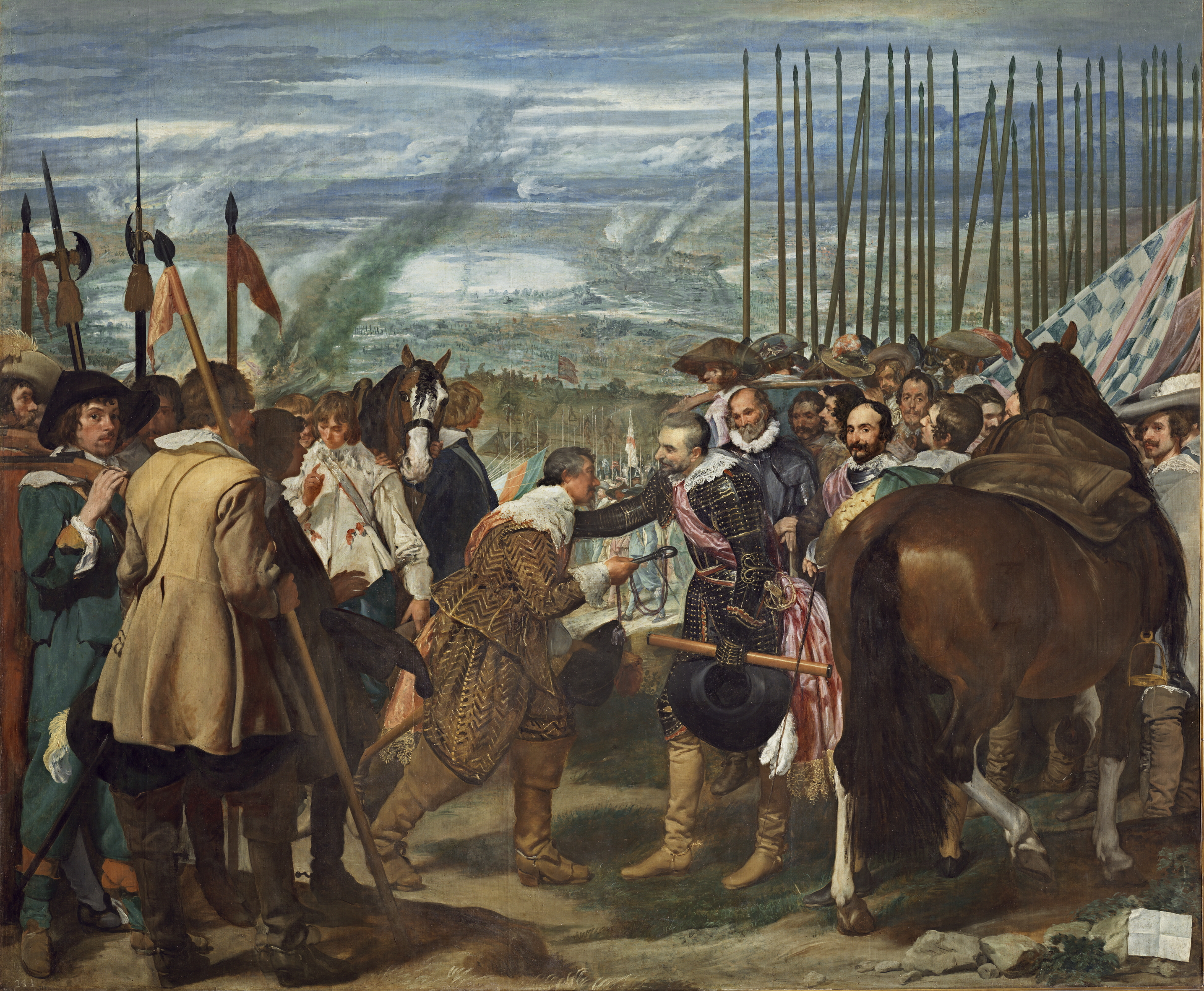
La reddition de Breda (1625) (Velázquez)

En 1627, le prince Maurice étant mort, et la ville de Breda ayant accepté sa reddition, Aleaume revient à Lyon. Il meurt peu de temps après à Paris. Nicolas Peiresc, avec qui il est en correspondance, considère que sa mort est une grande perte. Ses livres et ses instruments sont dispersés et vendus. Les manuscrits de François Viète, dont Aleaume est l'héritier par son père qui en a été le secrétaire, sont détenus par les frères Dupuy (gardes de la Bibliothèque du Roi), auxquels écrit Peiresc, le 11 novembre 1627. On perd pendant leur vente la trace de l'Harmonicon céleste (entre les mains d'Ismaël Boulliau).

«  Je plains infiniment la mort du pauvre Mr Aleaume, écrit Peiresc aux frères Dupuy, et que ses livres et instruments n'ayent pu tomber en mains de persones qui en pussent avoir le soing qu'ils meritoient. Il falloit que le Roy acheptast tout cela pour en mettre à la Bibliothèque ce qu'il y avoit de plus rare et pour le moings les ouvrages de feu Mr Viète... C'est une grande perte pour ce siècle, et pour la postérité n'en sera pas moins si ces papiers ne tombent entre des mains charitables et soigneuses d'en faire ayder le public... »

Une partie de ces livres sont acquis par le père Mersenne.
Après sa mort, Melchior Tavernier et le père Dubreuil reprochent à Girard Desargues de s'être inspiré sans les citer des travaux d'Aleaume et de Jean-Louis Vaulezard pour ce qui est de la perspective.
Frédéric Ritter lui prête comme élève Albert Girard.

## Œuvres

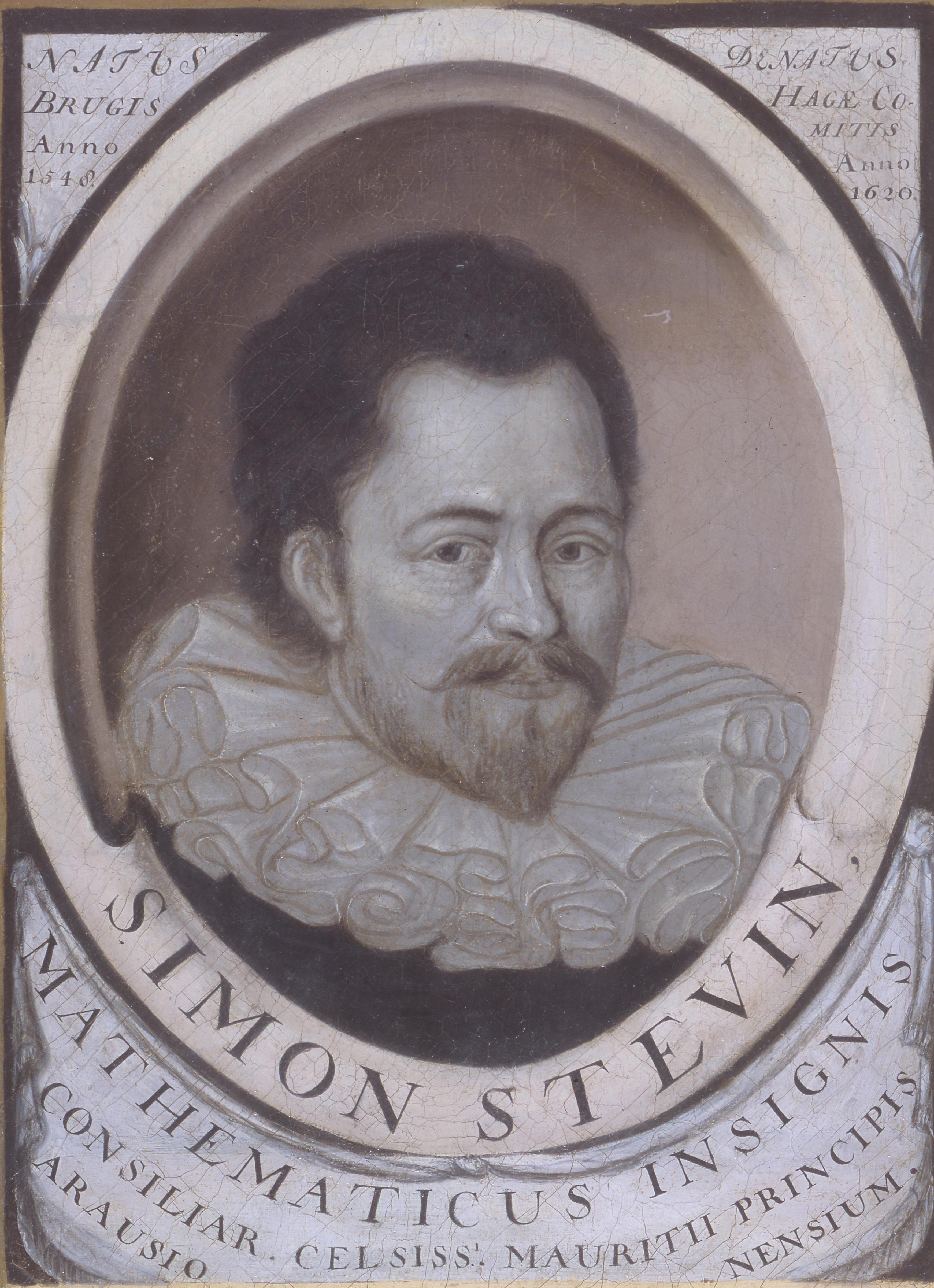
Simon Stevin

Très influencé par son maître Simon Stevin, on doit à Aleaume un livre sur les fortifications, un Livre sur les lunettes et les Miroirs, ainsi qu'un livre sur la perspective, qu'il était prêt à mettre sous presse lorsqu'il mourut. Ce livre sur la perspective fut édité par Estienne Mignon, sur commande de Louis XIII, avec une Introduction à la perspective, ensemble l'utilisation du compas et des tableaux sur la longitude.
- Introduction à la perspective, ensemble l'usage et fabrique du compas de perspective nouvellement inventé, 28 page, donné à Paris pour être imprimé chez Pierre Recollet et Charles Hulpeau, non publié, et à ce jour perdu[24].
- Un Traité de la navigation (vers 1629).
- La perspective spéculative et pratique. De l'invention du Seigneur feu Aleaume, ingénieur du roy où sont enseignés les fondements de cet art et de tout ce qui a été enseigné jusqu'à présent. Ensemble la manière universelle de la pratiquer non seulement sans plan géométral, sans tiers point dedans ni dehors le champ du tableau. Mais encore par le moyen de la ligne communément appelé horizontale, livre posthume, mise à jour par Estienne Mignon et édité par Tavernier en 1643 : dédicacé à Monsieur Tallement (maître des requêtes) : une méthode nouvelle qui annonce celle du dessin industriel et rappelle celle de Girard Desargues ; disponible également sur Google livres. Alleaume montre, par son œuvre, qu'il s'est intéressé au magnétisme terrestre[15].
- Confutatio problematis ab Henrico Monantholio… proposiiti. Quo conatus est demonstrare octavam partem diametri circuli aequalem esse lateri polygoni aequilateri & aequianguli eidem circulo inscripti, cuius perimeter ad diametrum rationem habet triplam sesquioctavam… Paris, David le Clerc, 1600[5]. Aleaume y réfute une fausse démonstration d'Henri de Monantheuil sur la construction d'un polygone régulier inscrit dans un cercle, ce qui devait conduire à sa quadrature[25].
- la traduction du latin en français d'un Traité Astrologique des jugements des thèmes généthliaques, d'Henry de Rantzau, Ve duc Cimbrique, édité à titre posthume, en 1653, chez P. Ménard, par le professeur es mathématiques et astrologue Alexandre Baulgite[26], traité, essentiellement constituée d’aphorismes.

### La perspective Aleaume
À sa mort, Aleaume laisse un manuscrit inachevé traitant de perspective. Il est racheté par les imprimeurs-libraires Pierre Recollet et Charles Hulpeau, qui obtiennent le privilège royal de le faire imprimer. Ils demandent au mathématicien Estienne Mignon de l'éditer et de l'étoffer. Le manuscrit original s'est perdu mais le livre ainsi produit, La perspective spéculative et pratique de l'invention du seigneur feu Aleaume, ingénieur du roy,  est un ouvrage unique pour son temps.
Pour repérer les points du plan, Aleaume et Mignon, dont le travail semble indissociable, utilisent un repère orthonormé, une « grille » munie d'une origine et d'un système de coordonnées (à la Frans van Schooten). Ils s'y montrent les héritiers de Guidobaldo del Monte, mais ils font preuve d'invention. On retiendra en particulier les notations {\displaystyle ^{A=_{P}B}} pour désigner deux points de projeté identique, et la notation {\displaystyle ^{A=_{I}B}} pour abréger « A est image de B ». Quoique les méthodes "projectives" de Desargues soient plus générales que celles d'Aleaume et Mignon, leur traité de perspective spéculative offre parfois des solutions plus simples que celles du Lyonnais.
Ce livre eut quelques épigones, notamment Grégoire Huret (1610-1670), Charles Bourgoing, augustin de la communauté de Bourges, dans sa perspective affranchie (en 1661) et plus tard le mathématicien Jacques Ozanam (1640-1717) et l'astronome Johann Heinrich Lambert (1728-1777), qui leur emprunte deux problèmes.
Un des exemplaires de sa perspective spéculative et pratique est annoté de la main du philosophe-mathématicien Leibniz ; pour autant il semble désormais impossible de décider quelles idées et quelle part reviennent à l'un et à l'autre des deux auteurs. Certains commentateurs ont daté de la parution de ce livre la transformation du compas de proportion en un compas optique ou compas de perspective. En effet, il précède de peu, le traité de Jean-Louis Vaulezard, Abrégé ou racourcy de la perspective par l'imitation, paru en 1631 où ce compas est défini.

### Le traité astrologique

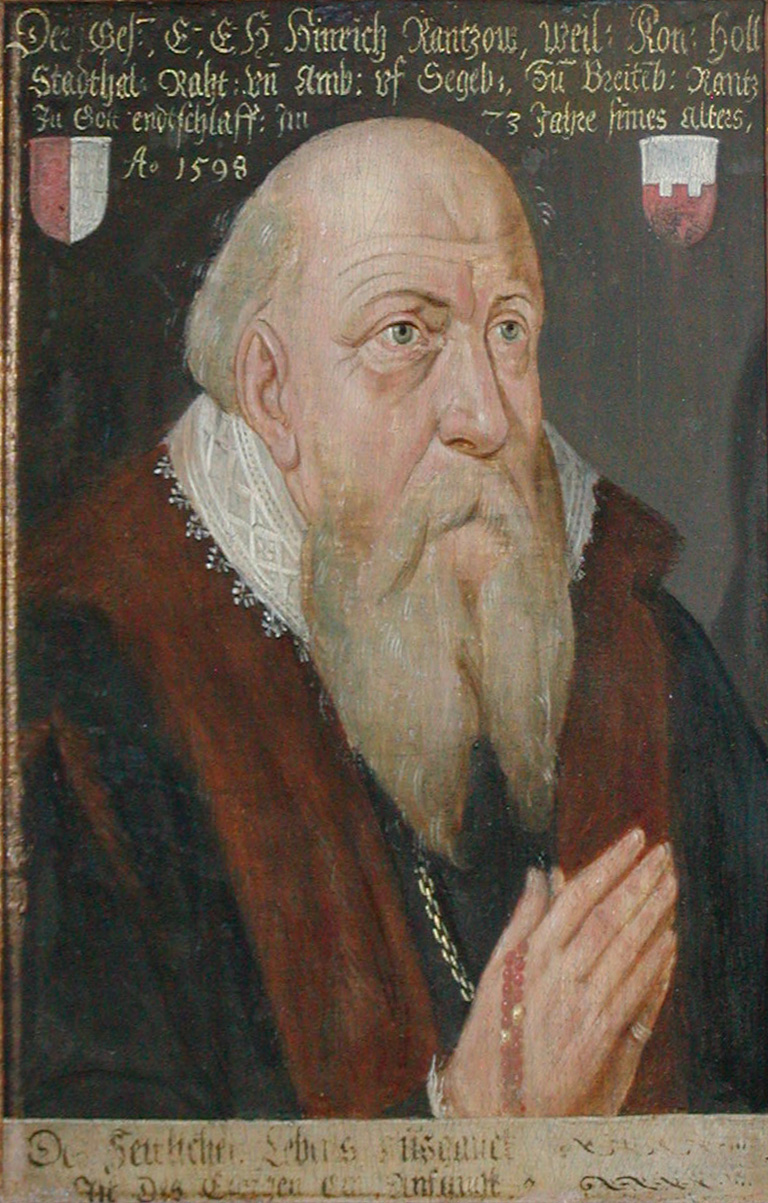
Henrik Rantzau

Son titre exact, est Traité Astrologique des jugements des thèmes généthliaques pour tous les accidents qui arrivent à l'homme après sa naissance, pour connoistre des tempéraments et inclinaisons, selon tous les meilleurs et plus anciens autheurs par l'industrie de Henri Rantzau fait en français par Jacques Alleaume (d'Orléans) ingénieur du
roy. Paris. Mis en ordre ou augmenté d'aphorismes et annotations universelles sur les 12 signes pour les 12 maisons célestes, colliges de divers auteurs et traduits par Alexandre Baulgite
Rantzau y affirme avoir trouvé cet ancien traité astrologique en sa bibliothèque. Il s'agit donc d'un commentaire par Baulgite d'une traduction par Alleaume d'un commentaire par Rantzau d'un livre supposé plus ancien.
Ce traité fut partiellement réédité en 1947 par l'astrologue russe Alexandre Volguine, aux Éditions des Cahiers Astrologiques, mais amputé de sa première partie sur la domification.